# کتابخانه ملی السالوادور
کتابخانه ملی السالوادور (اسپانیایی: Biblioteca Nacional de El Salvador با نام اختصاری BINAES) یک کتابخانه ملی است که در سان سالوادور، پایتخت السالوادور واقع شده است. این کتابخانه در ماه نوامبر ۲۰۲۳ افتتاح شد و در محل سابق کتابخانه ملی فرانسیسکو گاویدیا قرار دارد. . این بنا با همکاری جمهوری خلق چین ساخته شده است.

## خدمات کتابخانه
کتابخانه ملی السالوادور (BINAES) به صورت شبانه‌روزی باز است. ساختمان کتابخانه دارای هفت طبقه است، خدمات کتابخانه شامل موارد زیر است:
- طبقه اول: بخش بازی، بخش فناوری، بخش قصه‌گویی، مجموعه ۶٬۰۰۰ کتاب به زبان‌های اسپانیایی، ناواتلی و انگلیسی، کافه، فروشگاه هدیه و سالن همایش و نمایش.
- طبقه دوم: بخش استراحت، اتاق‌های شیردهی بانوان به کودک، مجموعه درخت زندگی (Tree of Life)، درمانگاه و بخش یادگیری روان-حرکتی.
- طبقه سوم: مجموعه کتابخانه شامل ۲۶٬۰۰۰ کتاب، کامپیوتر، بخش شازده کوچولو، بخش لگو، بخش بازی، کلاس آموزش ویژه و اتاق حسی.
- طبقه چهارم: بخش‌های موضوعی بازی تاج‌وتخت، جنگ ستارگان و ارباب حلقه‌ها، مجموعه‌های کتابخانه‌ای بیشتر، لابراتوار اینترنت و منطقه بازی.
- طبقه پنجم: مستندات مکان تاریخی از جانب آرشیو عمومی ملی، مجموعه‌های عمومی، ادبیات آمریکای لاتین، ادبیات جهان، تعدادی فضای نشیمن و بخش‌های ژرف اندیشی.
- طبقه ششم: اتاق مطالعه، شبیه‌ساز پرواز، اتاق واقعیت مجازی، منطقه بازی، هکراسپیس و بخش رباتیک.
- طبقه هفتم: رستوران، گالری هنری، تراس و سالن همایش و نمایش.

در روز افتتاحیه، مجموعه‌های اصلی کتابخانه ملی سابق فرانسیسکو گاویدیا همچنان برای عموم غیرقابل دسترس باقی ماند. تابلوهای راهنما و اطلاعات در کتابخانه ملی السالوادور به سه زبان اسپانیایی، ناواتلی و انگلیسی درج شده است.